# آیا تو انسانی؟
آیا تو انسانی؟ (به کره‌ای: 너도 인간이니?; انگلیسی: Are You Human?) مجموعه تلویزیونی محصول کره جنوبی در سال ۲۰۱۸ با بازی سو کانگ جون و گونگ سونگ یون است. این مجموعه از ۴ ژوئن تا ۷ اوت ۲۰۱۸، روزهای دوشنبه و سه‌شنبه ساعت ۲۲:۰۰ (کی‌اس‌تی) از کی‌بی‌اس۲ پخش شد.

## خلاصه داستان
نام شین پسر خانواده‌ای است که شرکت بزرگی را اداره می‌کنند. او بعد از یک تصادف غیرمنتظره به کما می‌رود؛ مادرش که متخصص هوش مصنوعی است، ربات اندرویدی به نام «نام شین ۳» درست می‌کند که کاملاً شبیه پسر خودش است. رباتی که وارد دنیای انسان‌ها می‌شود و وانمود می‌کند خود «نام شین» است.

## بازیگران
- سو کانگ جون در نقش نام شین / نام شین ۳[۷]
- گونگ سونگ یون در نقش کانگ سو بونگ[۸]
- لی جون هیوک در نقش جی یونگ هون[۹]
- کیم سونگ ریونگ در نقش لورا اوه[۱۰]
- یو اوه سونگ در نقش سو جونگ گیل[۱۱]

## تولید
- در ابتدا بازی نقش اول زن به گو آرا پیشنهاد در این سریال شده بود ولی او نپذیرفت.
- برنامه‌ریزی و آماده‌سازی این سریال بیش از ۲ سال طول کشید.
- برخی از سکانس‌های این سریال در کشور جمهوری چک گرفته شده‌است.
- چا یونگ هون کارگردانی سریال عشق بی‌پروا را در سابقهٔ خود ثبت کرده‌است.
- این سریال در بخش سریال‌های بین‌المللی جشنوارهٔ کن به نمایش درآمد.

## آمار بینندگان
در جدول زیر رنگ آبی به معنای پایین‌ترین امتیاز و رنگ قرمز به معنای بالاترین امتیاز است.
| Ep.     | Original broadcast date | Average audience share | Average audience share | Average audience share | Average audience share |
| Ep.     | Original broadcast date | TNmS                   | TNmS                   | AGB Nielsen            | AGB Nielsen            |
| Ep.     | Original broadcast date | Nationwide             | Seoul                  | Nationwide             | Seoul                  |
| ------- | ----------------------- | ---------------------- | ---------------------- | ---------------------- | ---------------------- |
| ۱       | ۴ ژوئن ۲۰۱۸             | ۶٫۱٪                   | ۶٫۳٪                   | 5.2% (NR)              | 5.4% (NR)              |
| ۲       | ۴ ژوئن ۲۰۱۸             | ۶٫۹٪                   | ۷٫۲٪                   | 5.9% (NR)              | 6.1% (NR)              |
| ۳       | ۵ ژوئن ۲۰۱۸             | ۵٫۴٪                   | ۵٫۶٪                   | 5.0% (NR)              | 5.2% (NR)              |
| ۴       | ۵ ژوئن ۲۰۱۸             | ۵٫۹٪                   | ۶٫۱٪                   | 5.3% (NR)              | 5.5% (NR)              |
| ۵       | ۱۱ ژوئن ۲۰۱۸            | ۵٫۵٪                   | ۵٫۷٪                   | 5.4% (NR)              | 5.6% (NR)              |
| ۶       | ۱۱ ژوئن ۲۰۱۸            | ۷٫۰٪                   | ۷٫۲٪                   | 6.3% (NR)              | 6.5% (NR)              |
| ۷       | ۱۲ ژوئن ۲۰۱۸            | ۸٫۰٪                   | ۸٫۳٪                   | 7.7% (6th)             | 7.4% (4th)             |
| ۸       | ۱۲ ژوئن ۲۰۱۸            | 9.6%                   | 9.7%                   | 9.9% (3rd)             | 9.8% (2nd)             |
| ۹       | ۱۸ ژوئن ۲۰۱۸            | ۵٫۲٪                   | ۵٫۴٪                   | 5.5% (19th)            | 5.7% (NR)              |
| ۱۰      | ۱۸ ژوئن ۲۰۱۸            | ۵٫۲٪                   | ۵٫۵٪                   | 5.0% (NR)              | 5.3% (NR)              |
| ۱۱      | ۲۵ ژوئن ۲۰۱۸            | ۵٫۰٪                   | ۵٫۲٪                   | 4.6% (NR)              | 4.8% (NR)              |
| ۱۲      | ۲۵ ژوئن ۲۰۱۸            | ۵٫۷٪                   | ۵٫۹٪                   | 5.3% (NR)              | 5.4% (NR)              |
| ۱۳      | ۳ ژوئیه ۲۰۱۸            | ۵٫۲٪                   | ۵٫۴٪                   | 4.8% (NR)              | 5.0% (NR)              |
| ۱۴      | ۳ ژوئیه ۲۰۱۸            | ۶٫۴٪                   | ۶٫۸٪                   | 5.9% (NR)              | 6.1% (NR)              |
| ۱۵      | ۳ ژوئیه ۲۰۱۸            | ۵٫۲٪                   | ۵٫۳٪                   | 4.8% (NR)              | 4.9% (NR)              |
| ۱۶      | ۳ ژوئیه ۲۰۱۸            | 4.6%                   | ۴٫۸٪                   | 4.2% (NR)              | 4.4% (NR)              |
| ۱۷      | ۹ ژوئیه ۲۰۱۸            | ۴٫۷٪                   | ۴٫۹٪                   | 4.3% (NR)              | 4.4% (NR)              |
| ۱۸      | ۹ ژوئیه ۲۰۱۸            | ۵٫۵٪                   | ۵٫۷٪                   | 5.2% (NR)              | 5.5% (NR)              |
| ۱۹      | ۱۰ ژوئیه ۲۰۱۸           | ۵٫۰٪                   | ۵٫۳٪                   | 4.6% (NR)              | 4.8% (NR)              |
| ۲۰      | ۱۰ ژوئیه ۲۰۱۸           | ۵٫۹٪                   | ۶٫۰٪                   | 5.5% (NR)              | 5.6% (NR)              |
| ۲۱      | ۱۶ ژوئیه ۲۰۱۸           | ۴٫۸٪                   | ۴٫۹٪                   | 4.4% (NR)              | 4.5% (NR)              |
| ۲۲      | ۱۶ ژوئیه ۲۰۱۸           | ۵٫۵٪                   | ۵٫۶٪                   | 5.1% (NR)              | 5.3% (NR)              |
| ۲۳      | ۱۷ ژوئیه ۲۰۱۸           | ۴٫۷٪                   | ۴٫۸٪                   | 4.4% (NR)              | 4.7% (NR)              |
| ۲۴      | ۱۷ ژوئیه ۲۰۱۸           | ۵٫۸٪                   | ۶٫۱٪                   | 5.4% (19th)            | -                      |
| ۲۵      | ۲۳ ژوئیه ۲۰۱۸           | ۵٫۳٪                   | ۵٫۱٪                   | 4.6% (NR)              | 4.4% (NR)              |
| ۲۶      | ۲۳ ژوئیه ۲۰۱۸           | ۶٫۲٪                   | ۵٫۹٪                   | 5.6% (19th)            | -                      |
| ۲۷      | ۲۴ ژوئیه ۲۰۱۸           | ۶٫۴٪                   | ۶٫۲٪                   | 5.0% (20th)            | 4.8% (NR)              |
| ۲۸      | ۲۴ ژوئیه ۲۰۱۸           | ۷٫۷٪                   | ۷٫۴٪                   | 6.0% (17th)            | 5.3% (20th)            |
| ۲۹      | ۳۰ ژوئیه ۲۰۱۸           | ۵٫۱٪                   | 4.5%                   | 4.7% (NR)              | 4.3% (NR)              |
| ۳۰      | ۳۰ ژوئیه ۲۰۱۸           | ۵٫۷٪                   | ۵٫۴٪                   | 5.9% (18th)            | 5.5% (NR)              |
| ۳۱      | ۳۱ ژوئیه ۲۰۱۸           | ۵٫۲٪                   | ۴٫۸٪                   | 5.2% (NR)              | 4.9% (NR)              |
| ۳۲      | ۳۱ ژوئیه ۲۰۱۸           | ۶٫۰٪                   | ۵٫۵٪                   | 6.0% (13th)            | 5.7% (18th)            |
| ۳۳      | ۶ اوت ۲۰۱۸              | ۶٫۸٪                   | ۶٫۵٪                   | ۵٫۰٪                   | ۴٫۷٪                   |
| ۳۴      | ۶ اوت ۲۰۱۸              | ۶٫۲٪                   | ۵٫۹٪                   | ۵٫۳٪                   | ۵٫۱٪                   |
| ۳۵      | ۷ اوت ۲۰۱۸              | ۶٫۳٪                   | ۶٫۴٪                   | 6.5% (13th)            | 6.7% (10th)            |
| ۳۶      | ۷ اوت ۲۰۱۸              | ۷٫۶٪                   | ۷٫۷٪                   | 7.8% (7th)             | 7.9% (6th)             |
| Average | Average                 | ۵٫۹٪                   | ۶٫۰٪                   | ۵٫۵٪                   | ۵٫۵٪                   |

- قسمت ۹و۱۰ این سریال در ۱۸ ژوئن به دلیل بازی کره جنوبی و سوئد در جام جهانی ۲۰۱۸ پخش نشد.
- قسمت ۱۱و۱۲ این سریال در ۱۹ ژوئن به دلیل بازی کلمبیا و ژاپن در جام جهانی ۲۰۱۸ پخش نشد.
- قسمت ۱۳و۱۴ این سریال در ۲۶ ژوئن به دلیل بازی دانمارک و فرانسه در جام جهانی ۲۰۱۸ پخش نشد.
- قسمت ۱۳و۱۴ این سریال در ۲ ژوئیه به دلیل بازی برزیل و مکزیک در جام جهانی ۲۰۱۸ پخش نشد و قسمت ۱۳و۱۴ و۱۵و۱۶ در ۳ ژوئیه پخش شد.